# Сумеджи, Джон
Джон Золтан Сумеджи (англ. John Zoltan Sumegi; 27 октября 1954, Ориндж) — австралийский гребец-байдарочник, выступал за сборную Австралии во второй половине 1970-х годов. Серебряный призёр летних Олимпийских игр в Москве, серебряный призёр чемпионата мира, многократный победитель регат национального значения.

## Биография
Джон Сумеджи родился 27 октября 1954 года в городе Ориндж, штат Новый Южный Уэльс.
Благодаря череде удачных выступлений удостоился права защищать честь страны на летних Олимпийских играх 1976 года в Монреале — в полукилометровой программе двоек дошёл до финала и финишировал в решающем заезде девятым, тогда как в четвёрках сумел добраться только до стадии полуфиналов.
Первого серьёзного успеха на взрослом международном уровне добился в 1979 году, когда попал в основной состав национальной сборной Австралии и побывал на чемпионате мира в немецком Дуйсбурге, откуда привёз награду серебряного достоинства, выигранную в зачёте одноместных байдарок на дистанции 500 метров — в финале уступил только титулованному советскому гребцу Владимиру Парфеновичу.
Несмотря на то что Австралия бойкотировала летние Олимпийские игры 1980 года в Москве по политическим причинам, Сумеджи всё-таки попал на эти Игры и выступил там под нейтральным олимпийским флагом. В финальном пятисотметровом заезде одиночек пришёл к финишу вторым, вновь проиграв Парфеновичу, и получил таким образом серебряную олимпийскую медаль. Также выступал здесь в одиночках на тысяче метрах, но пришёл к финишу четвёртым, не попав в число призёров. Вскоре после московской Олимпиады принял решение завершить спортивную карьеру.